# أنثوسيانيدين

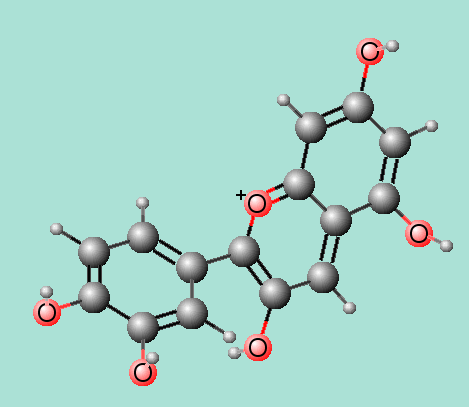
جزيء ثلاثي الأبعاد لأنثوسيانيدين سيانيدين

الأنثوسيانيدينات (بالإنجليزية: Anthocyanidin) هي عبارة عن أصباغ نباتية شائعة، وهي النظائر الخالية من السكر للأنثوسيانين. والتي تستند إلى فلافيليوم كاتيون، أيون أوكسونيوم، مع مجموعات مختلفة تم استبدالها بذرات الهيدروجين. يتغير لونها من الأحمر إلى الأرجواني والأزرق والأخضر المزرق كدالة لدرجة الحموضة.
الأنثوسيانيدينات هي فئة فرعية مهمة من أصباغ البوليميثين والفلافونويد. فلافيليوم كاتيون هو كاتيون كرومينيليوم مع مجموعة فينيل مستبدلة في الموضع 2؛ والكرومينيليوم (ويسمى أيضًا benzopyrylium) هو نسخة ثنائية الحلقات من البيريليوم. يمكن أن تتحرك الشحنة الموجبة حول الجزيء.
حُدد ما لا يقل عن 31 أنثوسيانيدين أحادي بشكل صحيح في الكائنات الحية، ومعظمها من المكونات الأساسية للأنثوسيانين، هذا الأخير مسؤول عن اللون الأحمر أو الأرجواني أو الأزرق أو الأسود للعديد من الفواكه (مثل العنب والتوت البري) والزهور (مثل الورود) والأوراق (مثل الملفوف الأرجواني) وحتى الدرنات (مثل الفجل والبطاطا الأرجواني)، توجد أيضًا في بعض الحيوانات.

## تصنيف
3-Deoxyanthocyanidins مثل luteolinidin هي فئة من الأنثوسيانيدينات تفتقر إلى مجموعة الهيدروكسيل على الكربون 3.

## حدوث طبيعي
تعتمد معظم الأنثوسيانينات النباتية على السياندين (30٪)، والدلفيندين (22٪)، والبيلارجونيدين (18٪)، على الترتيب. 20٪ من الأنثوسيانين تعتمد على الأنثوسيانيدينات الثلاثة الشائعة (بيونيدين، مالفيدين، وبيتونيدين) التي يتم ميثليتها.
صنف حوالي 3 ٪ و3 ٪ و2 ٪ من الأنثوسيانين أو الأنثوسيانيدين على الترتيب على أنها 3-ديسوكسيانثوسيانيدينز، أنثوسيانيدينات نادرة الميثيل، و6 هيدروكسيانثوسيانيدينس، على الترتيب.
في الطحالب، تعتمد الأنثوسيانين عادة على 3-ديسوكسيانثوسيانيدينس الموجودة في جدار الخلية. تم عزل أنثوسييانيدين جديد، riccionidin A، من حشيشة الكبد Ricciocarpos natans. يمكن اشتقاقه من 6،7،2 ′، 4، 6′-pentahydroxyflavylium، بعد خضوعه لإغلاق حلقة من 6 '-hydroxyl في الموضع 3. طيفه المرئي في حمض الهيدروكلوريك الميثانولي هو 494 نانومتر. كان هذا الصباغ مصحوبًا بـ riccionidin B، والذي يعتمد على الأرجح على جزيئين من riccionidin A مرتبطين عبر أوضاع 3′- أو 5′. تم اكتشاف كلا الصباغين أيضًا في نباتات الكبد Marchantia polymorpha و Riccia duplex و Scapania undulata.

## تأثير الأس الهيدروجيني
استقرار الأنثوسيانيدين يعتمد على الأس الهيدروجيني. عند أس هيدروجيني منخفض (الظروف الحمضية)، توجد الأنثوسيانيدينات الملونة، بينما في الأس هيدروجيني الأعلى (الظروف القاعدية) تكون أشكال الكاليكون عديمة اللون.

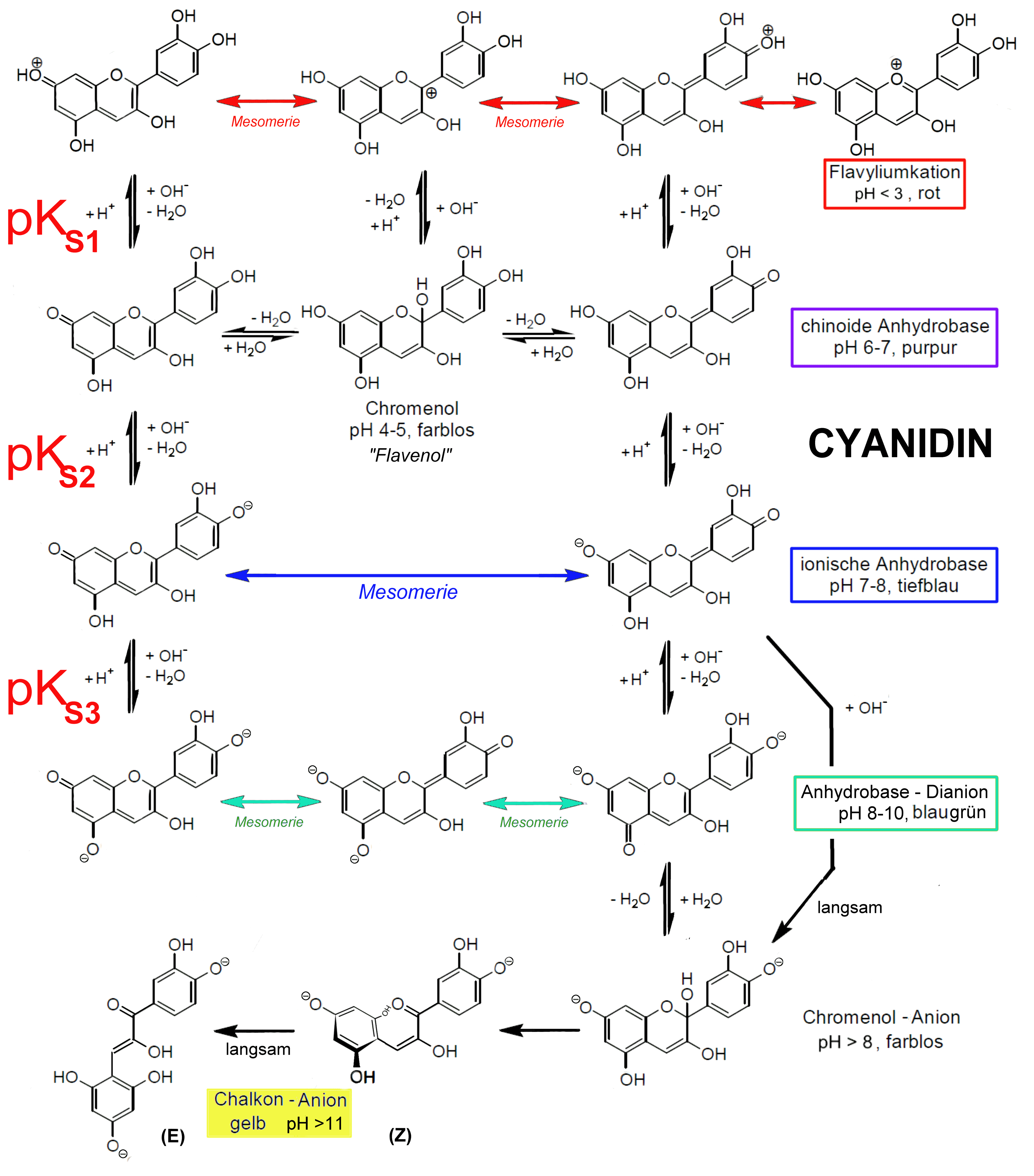
استقرار الأنثوسيانيدين يعتمد على الرقم الهيدروجيني.